# Aero Boero AB-115
Aero Boero AB-115 — лёгкий поршневой самолёт производства аргентинской компании Aero Boero.
Разработан на базе самолёта Aero Boero AB-95. Отличался от предшественника более мощным двигателем и улучшенной аэродинамикой. Прототип Aero Boero AB-115 поднялся в воздух в 1973 году. Экспортировался в Бразилию.

## Варианты
Aero Boero AB-95Базовая модель.
Aero Boero AB-115BSСанитарный вариант.
Aero Boero AB-115 TrainerУчебный вариант.
Aero Boero AB-115/150версия с более мощным (150 л.с.) двигателем Lycoming O-320. Мог использоваться для опыления полей.

## Тактико-технические характеристики
Технические характеристики
- Экипаж: 1 человек
- Пассажировместимость: 2 пассажира
- Длина: 7,27 м
- Высота: 2,10 м
- Площадь крыла: 16,5 м²
- Масса пустого: 530 кг
- Масса снаряжённого: 770 кг
- Силовая установка: 1 × ТВД Textron Lycoming O-235-C2A
- Мощность двигателей: 1 × 115 л.с. (1 × 85,5 кВт)

Лётные характеристики
- Максимальная скорость: 220 км/ч
- Крейсерская скорость: 145 км/ч
- Скороподъёмность: 2,4 м/с

## Операторы
Аргентина
- ВВС Аргентины — 3 AB-115 1974—1985 годах[1]